# Iselin Alme
Iselin Alme (Oslo, 10 de julio de 1957) es una cantante y actriz de teatro noruega. 

## Vida
Alme nació en Oslo, pero se mudó a Stavanger a una edad temprana. Actuó en espectáculos de variedades antes de obtener el papel de Maria en West Side Story en Det Norske Teatret en 1982. Desde entonces, ha actuado en varios roles, tanto en musicales como en obras de teatro. Entre las producciones en las que ha participado se encuentran Godspell, A Chorus Line, Cats y Oklahoma, así como La Leçon de Eugène Ionesco en el Riksteatret. Alme ha trabajado un poco en la pantalla, pero tuvo un pequeño papel en la comedia de televisión "Pilen flyttebyrå" en 1987. Después de casarse y tener hijos a principios de la década de 1990, desapareció en gran medida de la vida pública, pero ha permanecido activa en producciones menores. Es nieta del autor Johan Borgen.

## Discografía
Entre sus discografía se encuentran: 
- Våre vakreste folketoner Vol. 1 (1978)
- Våre vakreste melodier Vol. 1 (1978)
- Sanger om kjærlighet (1980)
- Musicals (1989)

### Singles
- Lengt (1988), con Tor Endresen

Participa en
- Cornelis Vreeswijk: Felicias svenska suite (1978)
- Lillian Askeland: Countryjente (1978)
- Rita Engebretsen & Helge Borglund: Frem fra Glemselen kap. 6 (1978)
- Rita Engebretsen & Helge Borglund: Frem fra Glemselen kap. 7 (1979)
- Rita Engebretsen & Helge Borglund: Frem fra Glemselen kap. 8 (1979)
- The Country Team: Countryfest 4 (1979)
- Talent: God jul (1979)
- Rita Engebretsen & Helge Borglund: Frem fra Glemselen kap. 9 (1980)
- Lillian Askeland: Vårt beste år (1980)
- Hanne Krogh: Nærbilde (1980)
- Septimus: Nye fristelser (1980)
- Stein Ove Berg: Egg (1980)
- Helge Borglund: Anno 1980 (1980)
- The Country Team: Countryfest 6 (1980)
- Rita Engebretsen & Helge Borglund: Frem fra Glemselen kap. 10 (1981)
- The Country Team: Countryfest 7 (1981)
- Eigil Berg: Alhambra (1981)
- Bent Bredesen: Brede (1981)
- K.M. Myrland: Ækte (1981)
- Øystein Sunde: Barkebille boogie (1981)
- Stein Ove Berg: Stein Oves beste (1981)
- Ole Paus: Noen der oppe (1982)
- Rita Engebretsen & Helge Borglund: Frem fra Glemselen kap. 11 (1982)
- Kirkelig Kulturverksted: Dans med oss, gud (1982)
- Inger Lise Rypdal: Kontakt (1982)
- Roger Nichols & Bruce Roberts: Songwriters For the Stars 3 (1982)
- Mary Trana: Sangbok (1982)
- Ole Paus: Seks sider av Ole Paus (1982)
- Rita Engebretsen: Rita (1983)
- Knut Erik Steen: Stille vann (1983)
- NorDisc: A Chorus Line (1983)
- Barnas: Barnas beste viser 9 (1984)
- Øystein Sunde: Øystein Sunde i boks (1985)
- Odd-Arne Jacobsen: Vakkert land (1985)
- Eyvind Skeie & Sigvald Tveit: Det gode landet (1987)
- HD-forlaget/Hjemmenes dåpsring: Den fyrste song (1987)
- HD-forlaget/Hjemmenes dåpsring: Takk, min gud, for hele meg (1987)
- Mariann Records: Norske blinkskudd (1988)
- Ole Paus: Jeg kaller det vakker musikk: Hjemmevant utenfor – Ca. 40 Beste (1994)
- Stein Ove Berg: Årgangsviser (1995)
- Trond Heimdal: 40 meter over havet (1996)
- K.M. Myrland: Vante folk – K.M. Myrlands beste (1997)
- Musikkforlaget Mobråten: Radiohits IV (1998)
- Ottar «Big Hand» Johansen: Mitt liv er Country Music (2001)
- IKO: Nå lukker seg mitt øye – Kveldsbønner (2001)
- IKO: Den fyrste song (2002)
- Kristin Solli Schøien: Klapp alle hender i glede (2004)
- Stein Ove Berg: Manda' morra blues – Stein Oves beste (2004)
- Øystein Sunde: Sundes verden – 52 av de aller beste (2006)
- Anders Hatlo, Sven Nordin & Johannes Joner: Jeg vet en vind – Galeiscenen (2007)
- Talent: Påskestemning – Sanger om vær og vind (2011)
- Ottar «Big Hand» Johansen: Topp 20 (2015)
- Gunnar Wiklund: Så länge jag lever (2015)